# سوزان أندرسن
سوزان أندرسن (بالنرويجية: Susanne Andersen)‏ (و. 1998  م) هي دراجة نرويجية، ولدت في برغن.

## روابط خارجية
- سوزان أندرسن على موقع الاتحاد الدولي للدراجات (الإنجليزية)
- سوزان أندرسن على موقع أرشيف الدراجات (الإنجليزية)
- سوزان أندرسن على موقع إحصائيات الدراجات الإحترافية (الإنجليزية)
- سوزان أندرسن على موقع نسبة الدراجات (الإنجليزية)